# Avondroodwasbekertje
Het avondroodwasbekertje (Orbilia rubrovacuolata) is een schimmel behorend tot de familie Orbiliaceae. Het leeft saprotroof in loofbossen op twijgen van loofhout.

## Kenmerken
De apothecia meten 0,5 tot 2 mm in diameter en zijn oranje tot rood van kleur. De ascosporen meten 7-13 × 0,8-1,2 µm. De parafysen met roodoranje inhoud en min of meer gevuld met vacuolen

## Verspreiding
In Nederland komt het avondroodwasbekertje uiterst zeldzaam voor.